# Eumerus triangularis
Eumerus triangularis är en tvåvingeart som beskrevs av Herve-bazin 1913. Eumerus triangularis ingår i släktet månblomflugor, och familjen blomflugor. Inga underarter finns listade i Catalogue of Life.